# Johann Wolf (Historiker)

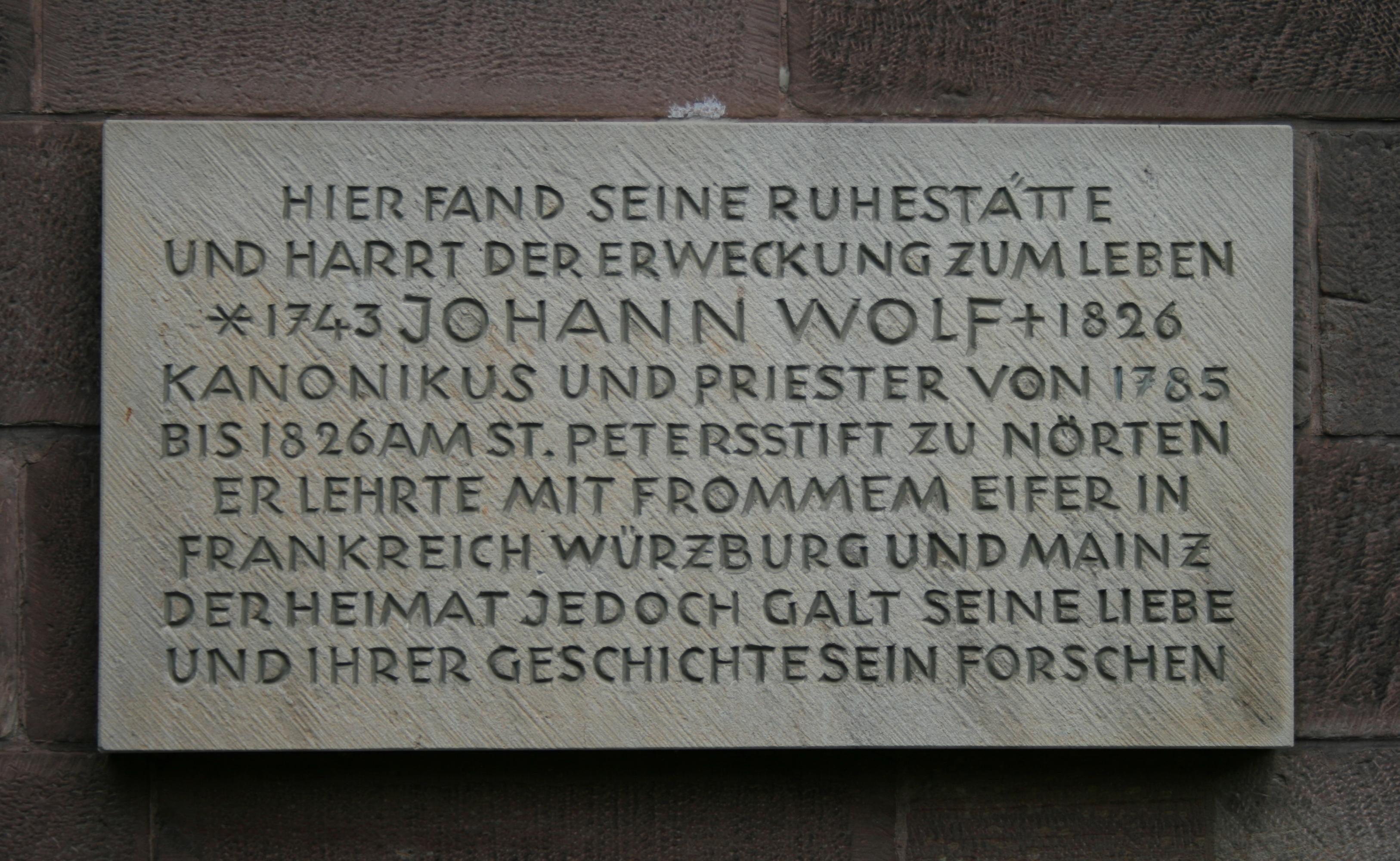
Gedenktafel an der St.-Martin-Kirche in Nörten-Hardenberg

Johann Vinzenz Wolf (* 19. Juli 1743 in Kreuzeber; † 23. April 1826 in Nörten) war ein deutscher Historiker und als Jesuit hauptberuflich Kanonikus des Petristiftes Nörten.

## Leben
Johann Wolf trat als Novize 1759 in das Heiligenstädter Jesuitenkolleg ein. In weiteren Jahren wirkte er an verschiedenen elsässischen Jesuitenkollegen und kehrte schließlich nach Heiligenstadt zurück. Hier erlebte er die Auflösung des Jesuitenordens durch Papst Clemens XIV. Vom Mainzer Erzbischof erhielt er 1785 ein Kanonikat in Nörten, in welchem er bis zu seinem Tod wirkte. Diese Sinekure erlaubte es ihm, viel Zeit für heimatgeschichtliche Arbeiten aufzuwenden. Zu seinem Verdienst zählt bei seinen Forschungen der Rückgriff auf Urkunden, um auf diese Weise zu seiner objektiven Geschichtsschreibung zu kommen. Von protestantischer Seite wurde dagegen die Kritik laut, er schriebe als Katholik und ging zu sehr von den Mainzer Quellen aus.
Wolf wirkte hauptsächlich im Eichsfeld und gilt als Begründer der eichsfeldischen Geschichtsschreibung.

### Postume Würdigung
Nach ihm ist eine Grundschule im südniedersächsischen Flecken Nörten-Hardenberg sowie eine Regelschule in Dingelstädt benannt. Weiter trägt je eine Straße in Kreuzebra, Worbis und Nörten-Hardenberg seinen Namen. In Kreuzebra steht ein Denkmal für ihn an der Hauptstraße. An den Kirchen St. Sergius und Bacchus (Kreuzebra) und St.-Martin-Kirche in Nörten-Hardenberg sind Gedenktafeln für ihn angebracht.

## Werke (Auswahl)
- Politische Geschichte des Eichsfeldes: mit Urkunden erläutert. Band I und Band II. Göttingen, Rosenbusch 1792/1793.
- Geschichte des Eichsfeld. Schmieder, Hannover 1805.
- Geschichte des Geschlechts von Hardenberg. Baier, Göttingen 1823. (Digitalisat)
  - Band 1: Göttingen 1823 (Digitalisat)
  - Band 2: Göttingen 1823 (Digitalisat)
- Denkwürdigkeiten des Marktfleckens Dingelstädt im Harz-Departement, District Heiligenstadt. Reprint der Original-Ausgabe aus Göttingen 1812, Cordier, Heiligenstadt 1994
- Eichsfeldisches Urkundenbuch nebst einer Abhandlung von dem Eichsfeldischen Adel. Göttingen, Röwer, 1808 und Göttingen, Baier, 1819 Digitalisat, 1823.
- Denkwürdigkeiten der Stadt Worbis und ihrer Umgegend. Göttingen, Baier, 1818.
- Eichsfeldische Kirchengeschichte: mit 134 Urkunden. Göttingen, Baier, 1816.
- Geschichte und Beschreibung der Stadt Duderstadt: mit Urkunden und 3 Kupfern. Göttingen 1803.